# Lis Velander
Lizzie (Lis) Frederikke Velander, född 30 november 1920 i Horsens i Danmark, död 8 juli 2012 i Malmö, var en dansk-svensk målare och grafiker.
Hon var dotter till direktören Gerhard Nyebolle och hans hustru samt 1944–1964 gift med läkaren Frans Erik Alfred Velander. Hon studerade vid Det Kongelige Danske Kunstakademi i Köpenhamn och efter flytten till Lund fortsatte hon sina studier vid Skånska målarskolan och Kungliga konsthögskolan i Stockholm samt genom självstudier under resor till bland annat Rumänien och Turkiet. Hon medverkade i samlingsutställningar med Skånes konstförening. Hennes konst består av stora mosaikarbeten och grafiska blad utförda som träsnitt.